# HD 96220
HD 96220，又名BD-10 3190，SAO 156448、HR 4315，是一颗恒星，视星等为6.09，位于銀經265.52，銀緯43.96，其B1900.0坐标为赤經11h 0m 32.8s，赤緯-10° 43.96′ 49″。